# Mixórdia de Temáticas
Mixórdia de Temáticas é uma rubrica radiofónica de formato diário, escrita por Ricardo Araújo Pereira e transmitida na Rádio Comercial. Conta ainda com a participação de Pedro Ribeiro, Vanda Miranda (até 2015), Nuno Markl, Vasco Palmeirim, José Avillez (2015), Luísa Barbosa (de 2016 a 2017), César Mourão (de 2016 a 2017), Vera Fernandes (desde 2019) e Manuel Cardoso (desde 2025). A primeira emissão deu-se a 17 de fevereiro de 2012.
A rubrica, através de sátiras e crónicas humorísticas, descreve e satiriza vários aspetos da sociedade portuguesa, incluindo os hábitos de muitas pessoas, a atualidade, a política, entre outros temas. Segundo descrição de Zé Diogo Quintela (citado por Ricardo Araújo Pereira, na primeira emissão), trata-se de "um oásis de estupidez na sua manhã". Nuno Markl chama-lhe "enciclopédia sobre a vida".
A Mixórdia de Temáticas conta com seis séries: a Série Ribeiro (2012–2013), Série Miranda (2014), a Série Lobato (2015), a Série Gomes (2016–2017), a Série Alves Fernandes (2019), e a série Cardoso (2025) batizadas com apelidos de Pedro Ribeiro, Vanda Miranda, Nuno Markl, Vasco Palmeirim, Vera Fernandes e Manuel Cardoso, respetivamente.
Luís Cabral, CEO da Media Capital Rádios (MCR), disse que Mixórdia de Temáticas foi "provavelmente, dos melhores conteúdos de rádio que alguma vez foram criados", e atribui-lhe, em parte, a liderança da audiências da Rádio Comercial; com efeito, as audiências da Comercial subiram de 14,1% em fevereiro de 2012 (quando estreou a primeira série de Mixórdia de Temáticas) para 17,4% no final desse ano, passando a estação mais ouvida em Portugal.
A popularidade do programa fez com que o termo "mixórdia de temáticas" entrasse na linguagem corrente; tendo sido mais notavelmente utilizado em debates na Assembleia da República.

## Lista de Episódios
| Temp. | Temp. | Temp.           | Episódios | Transmissão Original    | Transmissão Original    | Dia da Semana         |
| Temp. | Temp. | Temp.           | Episódios | Estreia de Temp.        | Final de Temp.          | Dia da Semana         |
| ----- | ----- | --------------- | --------- | ----------------------- | ----------------------- | --------------------- |
|       | 1     | Ribeiro         | 207       | 17 de Fevereiro de 2012 | 15 de Fevereiro de 2013 | Segunda a Sexta-feira |
|       | 2     | Miranda         |           | 3 de Fevereiro de 2014  | 27 de Junho de 2014     | Segunda a Sexta-feira |
|       | 3     | Lobato          |           | 12 de Janeiro de 2015   | 29 de Maio de 2015      | Segunda a Sexta-feira |
|       | 4     | Gomes           |           | 21 de Novembro de 2016  | 2 de Junho de 2017      | Segunda a Sexta-feira |
|       | 5     | Alves Fernandes |           | 14 de Janeiro de 2019   | 3 de Maio de 2019       | Segunda a Sexta-feira |
|       | 6     | Cardoso         |           | 28 de Abril de 2025     | 4 de Julho de 2025      | Segunda a Sexta-feira |